# Górniki (województwo lubelskie)
Górniki (do 2007 Nowe Górniki) – wieś w Polsce położona w województwie lubelskim, w powiecie biłgorajskim, w gminie Józefów.
| SIMC    | Nazwa         | Rodzaj    |
| ------- | ------------- | --------- |
| 0890494 | Stare Górniki | część wsi |

Do 2007 roku  wieś nosiła nazwę Nowe Górniki.
W latach 1975–1998 miejscowość administracyjnie należała do województwa zamojskiego. Według Narodowego Spisu Powszechnego (III 2011 r.) liczyła 337 mieszkańców i była piątą co do wielkości miejscowością gminy Józefów.
Wierni Kościoła rzymskokatolickiego należą do parafii Niepokalanego Poczęcia Najświętszej Maryi Panny w Józefowie.

## Krótki opis
Nazwa wsi pochodzi od górników, którzy pracowali w kamieniołomach w Józefowie. Górniki leżą przy drodze biegnącej z Szopowego do Stanisławowa. Na północ od wsi znajdują się lasy Puszczy Solskiej oraz przyłączona do Górnik w 2008 roku dawna wieś Stare Górniki; na wschód wieś Stanisławów. Na południowy zachód od miejscowości rozciągają się jedne z wyższych wzniesień Roztocza – Góry Halińskie, z których najwyższa jest Hałda (344,1 m n.p.m.). Za wzniesieniami znajduje się wieś Majdan Nepryski. W pobliżu Górnik znajduje się młyn i pozostałości po kopalni piasku. Przy wyjeździe w kierunku Szopowego stoi kapliczka. Działa tutaj Ochotnicza Straż Pożarna.